# Stamstaat Mbwila
Mbwila was een historische, kleinschalige stamstaat gelegen in het gebied dat tegenwoordig deel uitmaakt van Angola. De heersers van Mbwila voerden, evenals die van omliggende regio’s, de titel Ndembu. Het gebied werd in Portugese bronnen vaak vermeld als de "Dembos".

## Oorsprong
De oorsprong van Mbwila is onduidelijk; de eerste vermelding ervan dateert pas uit het begin van de zeventiende eeuw. De staat bevond zich bij de bronnen van de Lukalarivier, in een bergpas die het Koninkrijk Kongo en het koninkrijk Ndongo van elkaar scheidde. Deze ligging gaf Mbwila een cruciale strategische betekenis, met name vanaf het midden van de 16e eeuw, aangezien het controle uitoefende over een belangrijke handelsroute tussen Kongo en Ndongo.

## Betwiste soevereiniteit
De hoofdstad van Mbwila was gelegen in het ruige bergland boven het dal, wat het gebied moeilijk toegankelijk en vrijwel onneembaar maakte. Hoewel zowel Kongo als Ndongo herhaaldelijk aanspraak maakten op het gezag over Mbwila, slaagde geen van beide erin om de regio daadwerkelijk te onderwerpen.
In 1619–1620 viel een Portugees leger, afkomstig uit Portugees Angola (gesticht in 1575), Mbwila binnen en dwong de lokale heerser een vazalliteitsverdrag te ondertekenen. Hiermee bevond Mbwila zich plots in het snijvlak van drie rivaliserende machten: Kongo, Ndongo en Portugal.
Ondanks dit schijnbare verlies van soevereiniteit, bleef Mbwila politiek zelfstandig opereren. Het speelde het regelmatig de verschillende machten tegen elkaar uit. Tussen 1627 en 1630, tijdens de Portugese pogingen om de strijdkrachten van koningin Njinga van Ndongo te onderwerpen, zwoer Mbwila soms trouw aan haar en bij andere gelegenheden juist aan Kongo.
In deze periode wist Mbwila voldoende invloed uit te oefenen om soms zelfs leiderschap te claimen over regionale allianties van andere heersers van Dembo. De strategische ligging bleef een voortdurende aanleiding voor conflicten. In de periode 1635–1640 voerden de Portugezen opnieuw belangrijke militaire campagnes tegen Mbwila. Na de verovering van Luanda door de Nederlanders in 1641, koos Mbwila partij voor koningin Njinga, die datzelfde jaar haar hoofdkwartier vestigde in Kavanga, ten zuiden van Mbwila.

## Slag bij Mbwila
Na de verdrijving van de Nederlanders uit Luanda in 1648 richtten de Portugese autoriteiten hun aandacht opnieuw op Mbwila en oefenden zij toenemende druk uit om de vazalliteitsrelatie te hernieuwen. In 1664 leidde een escalerend conflict tussen Portugees Angola en Kongo over mijnrechten in het gebied tot een openlijke oorlog. Om zichzelf te beschermen, ondertekende de regentes Dona Izabel een verdrag van vazalliteit met Portugal. Koning António I van Kongo verzette zich echter tegen de Portugese inmenging en zond een leger naar Mbwila. Dit leidde tot de beruchte Slag bij Mbwila op 29 oktober 1665, waarin António werd verslagen en gedood.
Hoewel Dona Izabel haar vazalliteit na de slag vernieuwde, betekende dit in de praktijk niet dat Portugal een duurzamere controle over Mbwila verwierf dan voorheen. Reeds in de jaren 1680 was Mbwila opnieuw bezig zijn regionale invloed uit te breiden, soms in samenwerking met de machtige koningin Verónica I van Matamba. In 1692–1693 ondernam Portugal een nieuwe militaire campagne tegen Mbwila om haar vazalliteit af te dwingen, wat opnieuw leidde tot een tijdelijke erkenning van Portugees gezag.

## Economische belangen
De Portugese gouverneurs bleven bezorgd dat de handel, met name de slavenhandel, die normaal via Luanda zou verlopen en belast kon worden door de Portugese autoriteiten, in plaats daarvan via de Lukala-pas en Mbwila naar Kongo werd geleid. Vandaaruit werd deze handel voortgezet met Nederlandse, Franse en Engelse handelaars aan de noordelijke kust.
Na meerdere mislukte pogingen om controle over het gebied te verkrijgen, bouwden de Portugezen uiteindelijk in 1758 een fort bij Encoge, ten zuiden van Mbwila, in een poging grip te krijgen op de handelsstromen.